# Refugi de Fontverd
El refugi de Fontverd és un refugi de muntanya de la Parròquia d'Escaldes-Engordany (Andorra) a 1.875 metres d'altitud i situat a la Vall del Madriu entre l'Estall i el Collet de l'Infern.

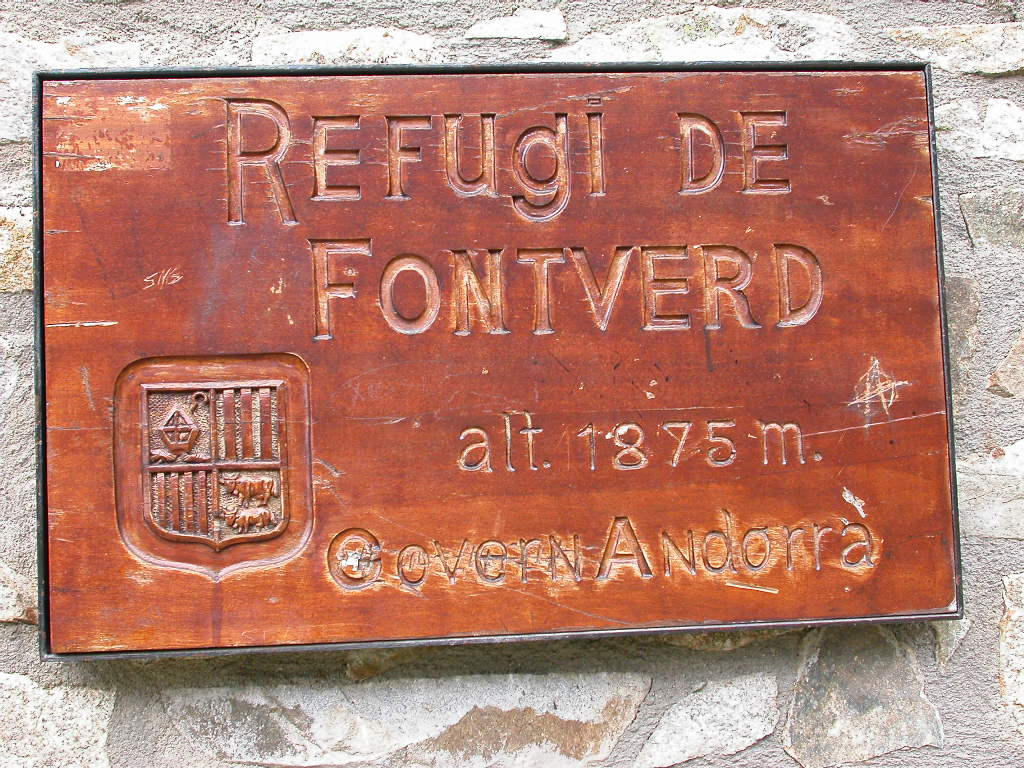
Placa identificativa a l'exterior.